# Kanton Verdun-2
Kanton Verdun-2 (fr. Canton de Verdun-2) je francouzský kanton v departementu Meuse v regionu Grand Est. Tvoří ho čtyři obce a část města Verdun. Zřízen byl v roce 2015.

## Obce kantonu
- Belleray
- Belrupt-en-Verdunois
- Dugny-sur-Meuse
- Haudainville
- Verdun (část)